# Bang, Bang, Du bist tot
Bang, Bang, Du bist tot ist der Titel eines Spielfilms aus dem Jahr 2002. Die Handlung ist sehr frei an die Ereignisse des Amoklaufs an der Columbine High School im Jahr 1999 angelehnt, jedoch mit einer anderen Auflösung.

## Handlung
Der 16-jährige Trevor Adams besucht eine kalifornische High School, in der er zu den Außenseitern zählt, die von den Sportlern der Schule drangsaliert und gedemütigt werden. Wohl auch, um auf sich aufmerksam zu machen, richtete er ein Jahr zuvor eine Bombendrohung gegen die Schule und entging nur knapp dem Rauswurf. Seit diesem Zeitpunkt nahmen die Hänseleien an der Schule zu, die Trevor mit seiner Videokamera festhält. Auf diese Weise entsteht ein „Tagebuch der Gewalt“. Gleichzeitig ist Trevor Mitglied einer Theatergruppe, in der er die Hauptrolle in einem Stück mit dem Titel Bang, Bang, Du bist tot! spielt. 
Doch das allein reicht nicht aus, um seiner Wut freien Lauf zu lassen. Mit seinen Freunden Sean, Mark und Kurt plant er, mit Waffen die Schule zu stürmen und so viele verhasste Sportler wie möglich umzubringen. Trevor lernt die gleichaltrige Jenny kennen, die zu ihm hält und sich für ihn einsetzt. Durch sie wachsen in Trevor die Zweifel, ob die von ihm geplante Tat richtig ist.
Am Ende sieht er als Einziger ein, dass durch Blutvergießen nur mehr Gewalt und Hass geschürt wird, und evakuiert mit seinem Kunstlehrer, Mr. Duncan, die Schule. Kurt, Sean und Mark werden von Trevor in letzter Minute überwältigt.
Mit Erfolg wird das Theaterstück uraufgeführt.

## Hintergrundinformationen
Die Handlung des Films basiert auf dem gleichnamigen Theaterstück Bang, Bang, Du bist tot! von William Mastrosimone, das am 9. April 1999, elf Tage vor dem Amoklauf an der Columbine High School in Littleton, in Eugene (Oregon) uraufgeführt wurde. 
Mit einfachen Bildern und ohne zu beschönigen vermittelt Regisseur Ferland ein Bild des Alltags an Schulen. Dabei vermeidet er bei der Darstellung der Zustände, sich zu sehr auf amerikanische Verhältnisse zu beziehen, da es Gewalt und Intoleranz nicht nur in den USA gibt. Das Ende des Films ist eine Botschaft an Jugendliche, „Täter“ wie „Opfer“ gleichermaßen, bei der der Glaube an das Gute im Menschen triumphiert.
Der Film wurde im kanadischen Vancouver gedreht und am 7. Juni 2002 auf dem Internationalen Filmfestival in Seattle uraufgeführt. Er lief danach kurze Zeit in US-Kinos.